# Carlos Cura
	Carlos Eduardo Cura Hernanz (Madrid, 13 de marzo de 1987), más conocido como Carlos Cura, es un entrenador de fútbol español que actualmente dirige al Club Deportivo Estepona Fútbol Senior de la Segunda División RFEF.

## Carrera deportiva
Carlos comenzó su carrera como entrenador en las categorías inferiores del Atlético de Madrid, formando parte del cuerpo técnico del Juvenil B y del Juvenil A durante cinco temporadas. 
En julio de 2017, firma como segundo entrenador del CD Atlético Baleares en Segunda División B de España, formando parte del cuerpo técnico de Armando de la Morena.
En febrero de 2018, firmó como primer entrenador del C.D. Canillas 'B'.
En la temporada 2018-19, firma por la Academia Intersoccer de Alcobendas de Segunda Regional, con el que lograría ascender a Primera Regional. 
En la temporada 2019-20, se compromete con el Club Deportivo Elemental Ursaria de la Preferente Madrid. 
Al término de la temporada 2020-21, lograría ascender al Club Deportivo Elemental Ursaria a Tercera RFEF. 
En la temporada 2021-22, se hace cargo del Club Deportivo Colonia Moscardó de la Tercera RFEF, hasta su dimisión en el mes de enero de 2022.
El 28 de abril de 2022, firma como entrenador del Club Deportivo El Álamo de la Preferente Madrid, para dirigir los últimos 6 partidos de la temporada.
En la temporada 2022-23, dirige al Club Deportivo Básico Paracuellos Antamira de la Tercera RFEF, filial del Club de Fútbol Rayo Majadahonda, en el que sumó 14 victorias, 6 empates y 10 derrotas en sus 30 encuentros ligueros, un balance de resultados que valieron para disputar los playoffs de ascenso a Segunda RFEF. 
El 12 de junio de 2023, firma por el Club de Fútbol Rayo Majadahonda de la Primera División RFEF.
El 22 de diciembre de 2023, es destituido como entrenador del Club de Fútbol Rayo Majadahonda de la Primera División RFEF.
El 6 de enero de 2025, firma como entrenador del Club Deportivo Estepona Fútbol Senior de la Segunda División RFEF.

## Trayectoria como entrenador
| Club                                       | País   | Año             |
| ------------------------------------------ | ------ | --------------- |
| CD Atlético Baleares (2º entrenador)       | España | 2017            |
| C.D. Canillas 'B'                          | España | 2018            |
| Academia Intersoccer de Alcobendas         | España | 2018-2019       |
| Club Deportivo Elemental Ursaria           | España | 2019-2021       |
| Club Deportivo Colonia Moscardó            | España | 2021-2022       |
| Club Deportivo El Álamo                    | España | 2022            |
| Club Deportivo Básico Paracuellos Antamira | España | 2022-2023       |
| Club de Fútbol Rayo Majadahonda            | España | 2023            |
| Club Deportivo Estepona Fútbol Senior      | España | 2025-actualidad |